# Хилу, Надя
Надя Хилу (араб. ناديا حلو‎; 5 июля 1953, Яффа — 27 февраля 2015, там же) — израильская общественная деятельница и политик, депутат от партии «Авода» и заместитель спикера 17-го созыва кнессета. Первая арабка-христианка, избранная в кнессет.

## Биография
Надя Хилу родилась в яффском районе Аджами в 1953 году. В 1976 году окончила Тель-Авивский университет, получив степень бакалавра по социальной работе (и став первой арабкой из Яффы, получившей образование по этой специальности), а в 1991 году получила степень магистра в этом же университете. Позже Хилу с четырьмя подругами стала организатором первого неформального детского сада в своей общине. За два года число детей в саду достигло 160, освобождая их матерей для профессиональной карьеры.
По словам Хилу, к решению заняться общественной деятельностью после многолетней работы в социальной сфере её привело убийство Ицхака Рабина. Хилу с двумя дочерьми присутствовала на митинге в поддержку мирного процесса между Израилем и палестинцами, после которого Рабин был убит. Она решила присоединиться к партии «Авода», к которой принадлежал покойный премьер-министр, несмотря на критику за нежелание войти в состав одной из существующих в Израиле арабских секторальных партий. Хилу включалась в партийные списки в «Аводе» и в партии Амира Переца «Ам эхад» перед выборами в кнессет в 1996 и 1999 годах. В 2003 году у Хилу была возможность участвовать в борьбе за резервируемое за представителем арабского меньшинства реальное место в партийном списке, но она предпочла участвовать в праймериз на равных правах со всеми кандидатами, в итоге оказавшись лишь на одно место в списке ниже кандидата, прошедшего в парламент.
В рамках своей общественной деятельности Хилу занимала пост директора отдела по статусу женщин в Союзе органов местного самоуправления (с 1997 года) и заместителя председателя женской социалистической организации «НААМАТ» (с 2002 года). В 2006 году она была избрана в кнессет от партии «Авода», став первой арабской женщиной-христианкой в его составе, первой арабкой, избранной в кнессет на общих праймериз «Аводы» и второй женщиной-арабкой в кнессете за всю его историю. В кнессете Хилу получила пост вице-спикера, а также возглавила специальную комиссию по правам ребёнка. Она входила в состав комиссий по внутренним делам и экологии, по социальной защите и здравоохранению и по статусу женщины, а также в ряд этнических, социальных и муниципальных лобби. За время работы в кнессете 17-го созыва Хилу стала автором или соавтором 86 законопроектов, из которых прошли первое чтение 24, а второе и третье — 10. Среди тем проектов, с которыми работала Хилу, были удлинение срока отпуска по беременности, создание управления по арабскому языку, расформирование города Кармель, защита детей от сексуальных домогательств в Интернете и компенсации семьям жертв убийств
Хилу не смогла вторично пройти в кнессет на следующих выборах; в 2013 году она рассматривалась как реальная претендентка, занимая в предвыборном списке «Аводы» 18-е место, но в итоге эта фракция получила только 15 мандатов. В том же году вышла в свет на иврите книга Хилу «Первопроходица из Аджами» (ивр. פורצת הדרך מעג'מי‎). После окончания своего единственного срока работы в кнессете Хилу основала правозащитную организацию «Манара», выступавшую за права арабских женщин.
Надя Хилу умерла в феврале 2015 года в возрасте 61 года от рака, оставив после себя мужа и четырёх дочерей. Она была похоронена на христианском кладбище при католической церкви Св. Антония в Яффе.

## Признание
Общественная деятельность Нади Хилу была отмечена прессой. В 1997 году газетой «Ассеннара» она была названа «женщиной года в политике», а на следующий год удостоилась звания женщины года в номинации «Карьера» от газеты «Глобс».